# 光学防抖
光學防震（Optical Image Stabilization，簡稱OIS）是一種攝影技術，用來減少拍攝過程中的晃動或震動對影像質量的影響。這種技術通常通過在鏡頭內部或影像感測器上安裝移動元件來補償手部抖動或相機晃動。OIS 可以顯著提高拍攝穩定性，特別是在低光照條件下或使用長焦距鏡頭時。

## 關連項目
- 影像穩定器